# Phényléthyne
Le phényléthyne ou phénylacétylène est un hydrocarbure alcynique contenant un groupe phényle. C'est un liquide incolore visqueux. En recherche, il est parfois utilisé comme un analogue de l'acétylène car, étant liquide, il est plus simple à manipuler qu'un gaz comme l'acétylène.

## Production et synthèse
En laboratoire, le phényléthyne peut être préparé par élimination de bromure d'hydrogène (HBr) du dibromostyrène en utilisant de l'amidure de sodium dans l'ammoniac :
Il peut aussi être préparé de la même façon mais en utilisant de l'hydroxyde de potassium en fusion à 200 °C.

## Caractéristiques physico-chimiques
- Le phényléthyl peut être réduit (hydrogéné) par l'hydrogène en styrène avec le catalyseur de Lindlar.
- Il subit une trimérisation catalysée par le cobalt pour former le 1,2,4- (97 %) et le 1,3,5-triphénylbenzène (de)[11] :

- Il subit une réaction d'hydratation catalysée par l'or(III) du tétrachloroaurate de sodium (en) ou le mercure(II) qui donne l'acétophénone.